# Ongi
L'Ongi (o Ongii o Ongiin, in mongolo Онги гол, Ongi gol) è un fiume della Mongolia centro-meridionale che aveva un corso di circa 435 km attraversando 3 province  fino al deserto del Gobi e alimentava il lago Ulaan nuur; il fiume ha ora una lunghezza di soli 100 km.
Nasce sulle Montagne del Khangai e attraversa le città di Bajangol, nell'omonimo distretto della provincia del Ôvôrhangaj, poi Sajhan-Ovoo nell'omonimo distretto del Dundgov’ fino all'Ômnôgov’.
Attualmente, lo stato del fiume desta parecchie preoccupazioni a causa del suo progressivo essiccamento; sebbene le cause di questo fenomeno non siano chiare, alcune associazioni ambientaliste, tra cui la locale "Ongi River Network", ne danno la colpa all'intensivo sfruttamento industriale e minerario del fiume; dalle acque dell'Ongi è infatti possibile estrarre l'oro. L'acqua del fiume e le falde acquifere sotterranee, contaminate dall'industria mineraria, contengono mercurio e cianuro. Tsetsegee Munkhbayar, dell'Ongi River Movement, porta avanti le battaglie in difesa del fiume.

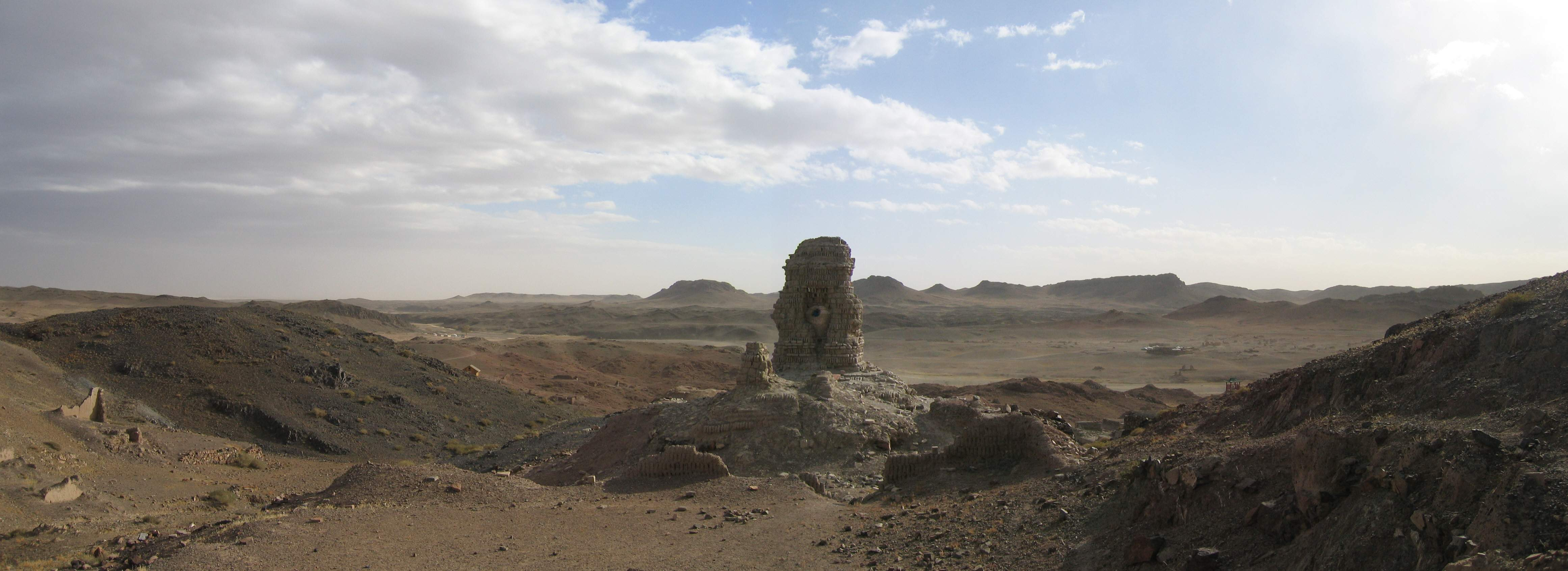
I resti del monastero di Ongijn Hijd

Lungo le sue sponde, a 18 km da Sajhan-Ovoo, si trovano le rovine di due antichi monasteri, il Barlim Hijd ed il Khutagt Hijd, che vanno a costituire un complesso noto come Ongijn Hijd (Онгийн хийд). Il complesso del XVII secolo è stato distrutto nel 1939 dai sovietici.
Il fiume viene citato in una canzone del gruppo musicale post-punk italiano CSI, contenuta nell'album Tabula Rasa Elettrificata e intitolata appunto Ongii.